# マウリシオ・ドス・サントス・ナシメント
マウリシオ・ドス・サントス・ナシメント（ポルトガル語: Maurício dos Santos Nascimento、1988年9月20日 - ）は、ブラジル・サンパウロ出身のサッカー選手。クルーベ・ナウチコ・カピバリベ所属。ポジションはDF。

## 経歴
地元・サンパウロに本拠地を置くSEパルメイラスの下部組織出身。2007年にトップチームへ昇格し、CRBへのレンタル移籍中にプロデビューを果たした。2008年にパルメイラスへ復帰。
2009年11月18日、グレミオ戦で決定機を外したチームメイトのオビナと口論の末に殴り合うという騒動を起こした。この騒動の後に両者ともにパルメイラスとの契約解除が発表され、オビナは放出されたが、マウリシオは契約解除ではなくレンタルでの放出となった。その後レンタル移籍を繰り返し、2013年冬にスポルチ・レシフェ、2013年6月にスポルティングCPへ完全移籍。
2015年1月21日、イタリアのSSラツィオへ買い取り義務付きでレンタル移籍。入団会見では「イタリアのリーグでのプレイが子供の頃からの夢だった」と語った。
2018年、ジョホール・ダルル・タクジムFCに移籍した。

## タイトル
パルメイラス
- カンピオナート・パウリスタ：2008

グレミオ
- タッサ・フェルナンド・カルヴァーリョ：2010

ジョインヴィレ
- コパ・サンタカタリーナ：2012

レギア・ワルシャワ
- エクストラクラサ：2017-18
- ポーランド・カップ：2017-18

ジョホール・ダルル・タクジム
- マレーシアカップ：2019
- マレーシア・スーパーリーグ：2019, 2020, 2021